# Marmok
Marmok (укр. Мармок; до 2019 року — Mr. Marmok; справжнє ім'я — Марін Миколайович Мокану (рум. Marin Mocanu); нар. 19 серпня 1991, Бєльці, Молдавська РСР, СРСР) — молдовський російськомовний летсплейник, відеоблогер і стример. Власник однойменних YouTube-каналів «Marmok» (до 2019 року канал мав назву «Mr. Marmok») і «Marmok Live».
Станом на серпень 2023 року канал «Marmok» має понад 18,6 млн підписників і понад 3,4 млрд переглядів, а канал «Marmok Live» має понад 2,77 млн підписників і понад 108 млн переглядів.

## Біографія
Марін Мокану народився 19 серпня 1991 року в Бєльцях (Молдавська РСР), де провів юність і дитинство. У школі вчився добре. Паралельно зміг вивчити російську мову. Додатково займався танцями і малюванням. Навички і талант малювати пізніше перетворилися в професію, він працював дизайнером-ілюстратором. Після 2017 року перейшов на фриланс.
Марін середня дитина в сім'ї. У нього є два брата — Дмитро і Крістіан.

### Особисте життя
Марін Мокану одружений на Марині Мокану. Їх весілля відбулося восени 2017 року. У 2018 році у них народився син Яніс.

## Діяльність на YouTube
У квітні 2008 року Марін створив свій YouTube-канал під назвою «Cryfan» (нині — «Marmok»). Основною метою створення каналу було ділитися механікою ігрового процесу комп'ютерної гри «Crysis».
У 2014 році Марін змінив назву каналу на «HITMAN.46». Після публікації роликів присвячених грі «Far Cry 4», кількість підписчиків почала зростати, і назва каналу знову змінилося на «Mr. Marmok». Також змінився і стиль відеороликів — на каналі публікувалися огляди всіляких помилок і багів в іграх. Алгоритм створення роликів був такий — Marmok брав будь-яку комп'ютерну гру, проходив її, а всі цікаві моменти (слабкі місця і недоробки розробників) записував на відео, і публікував свої коментарі до записів, а згодом почав озвучувати відеоролики. Багато мовних зворотів в результаті увійшли в ужиток багатьох його глядачів. Спочатку він випускав свої ролики щоп'ятниці, але у зв'язку з появою проблем зі здоров'ям, перейшов на плаваючий графік.
До 2018 року кількість підписчиків каналу становила 6 млн чоловік. Огляди та летсплеї Marmok знімає на популярні серії ігор. Наприклад, GTA, Counter-Strike, Crysis, Minecraft і інші.
У 2014 році Марін створив свій другий YouTube-канал «Marmok Live», який був присвячений стримам (прямих трансляцій) і влоги, а також дизайну і обробці фото.

## Популярність
Компанія «Медіалогія» в січні 2021 року внесла Маріна в рейтинг «Топ-10 YouTube-каналів за індексом впливовості соціального медіа» (SM Influence), присвоївши йому друге місце.
7 грудня 2020 року Marmok увійшов до списку «ТОП-10 каналів на російському YouTube», і посів у ньому 6-е місце.
У жовтні 2020 року ввійшов до списку «ТОП-10 блогерів для молодіжної аудиторії», за версією аналітичної платформи «MMG Blogger Track», і посів там 6-е місце.
У рейтингу «ТОП-10 популярних російських блогерів», в жовтні 2020 року Марін посів 7-е місце, рейтинг склала аналітична платформа «MMG Blogger Track».
У червні 2020 року обійняв 27-е місце в списку «Топ-30 блогерів в YouTube».
У лютому 2020 року ввійшов в «Топ-20 російськомовних YouTube-блогерів», по рейтингам від «Brand Analytics».
16 жовтня 2019 року «Brand Analytics» внесла Marmok в рейтинг «ТОП-20 російськомовних YouTube-блогерів» у вересні, і присвоїла йому 11-е місце.
У рейтингу «ТОП-20 російськомовних YouTube-блогерів» за червень 2019 року, від компанії «Brand Analytics», посів 18-е місце.
У вересні 2018 року його було внесено в «десятку ютуберів-батьків», де він посів у списку 8-е місце.

## Благодійність
Marmok активно бере участь в благодійних проєктах. Наприклад, у серпні 2020 року його організував прямий ефір, в якому зібрав 5 000 доларів для благодійної організації «Caritate».